# Umstülpen

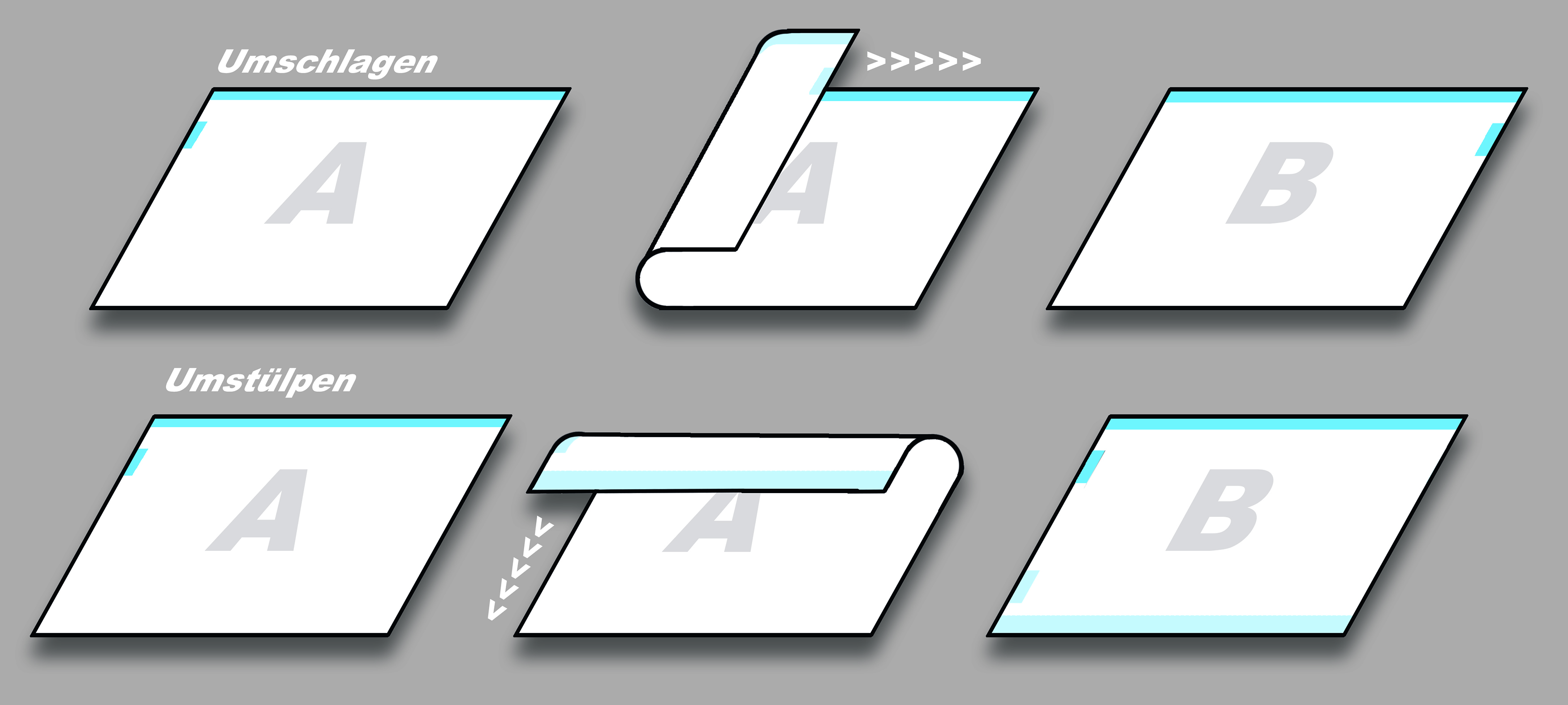
Beispiel-Illustration zur Erklärung der Begriffe „Umschlagen“ und „Umstülpen“

Als Umstülpen bezeichnet man eine Art des Wendens von Druckbogen im Druckwesen. Dabei wird der Bogen so gewendet, dass die seitliche Anlage unverändert bleibt, die vordere Anlage jedoch gewechselt wird. Man unterscheidet zwischen Umstülpen mit einer Form, und Umstülpen mit zwei Formen. Das Umstülpen kann entweder mit vielen Bogen (nach einem Maschinendurchlauf) durch den Stapelwender (auch Wendetisch genannt), oder während des Druckvorgangs in einer speziellen Mehrfarbenmaschine durch eine sogenannte „Wendetrommel“ erfolgen. 

## Mit einer Form
Diese Variante muss beim Ausschießen innerhalb des Druckverfahrens berücksichtigt werden. Nachdem die Hälfte der Auflage gedruckt wurde, wird der Druckbogen um die Querachse gewendet und von der gleichen Druckform auf der anderen Seite bedruckt. Genauso wie beim Umschlagen mit einer Form entspricht ein Drucknutzen zwei Papiernutzen.

## Mit zwei Formen
Hierbei handelt es sich um das doppelseitige Bedrucken eines Bogens voneinander verschiedenen Druckformen. Diese Variante bezeichnet man auch als Schön- und Widerdruck. Da ein Umschlagen während des Druckvorgangs in der Maschine nicht möglich ist, kommt als technische Variante das Umstülpen zum Einsatz. Dabei wird mit Hilfe von sog. „Wendetrommeln“, die in einer Druckmaschine mit mehreren Druckwerken den Druckbogen innerhalb der Maschine wenden, der beidseitige Druck in einem einzigen Druckgang durchgeführt. 